# Sommacampagna
Sommacampagna est une commune de la province de Vérone dans la Vénétie en Italie.

## Administration

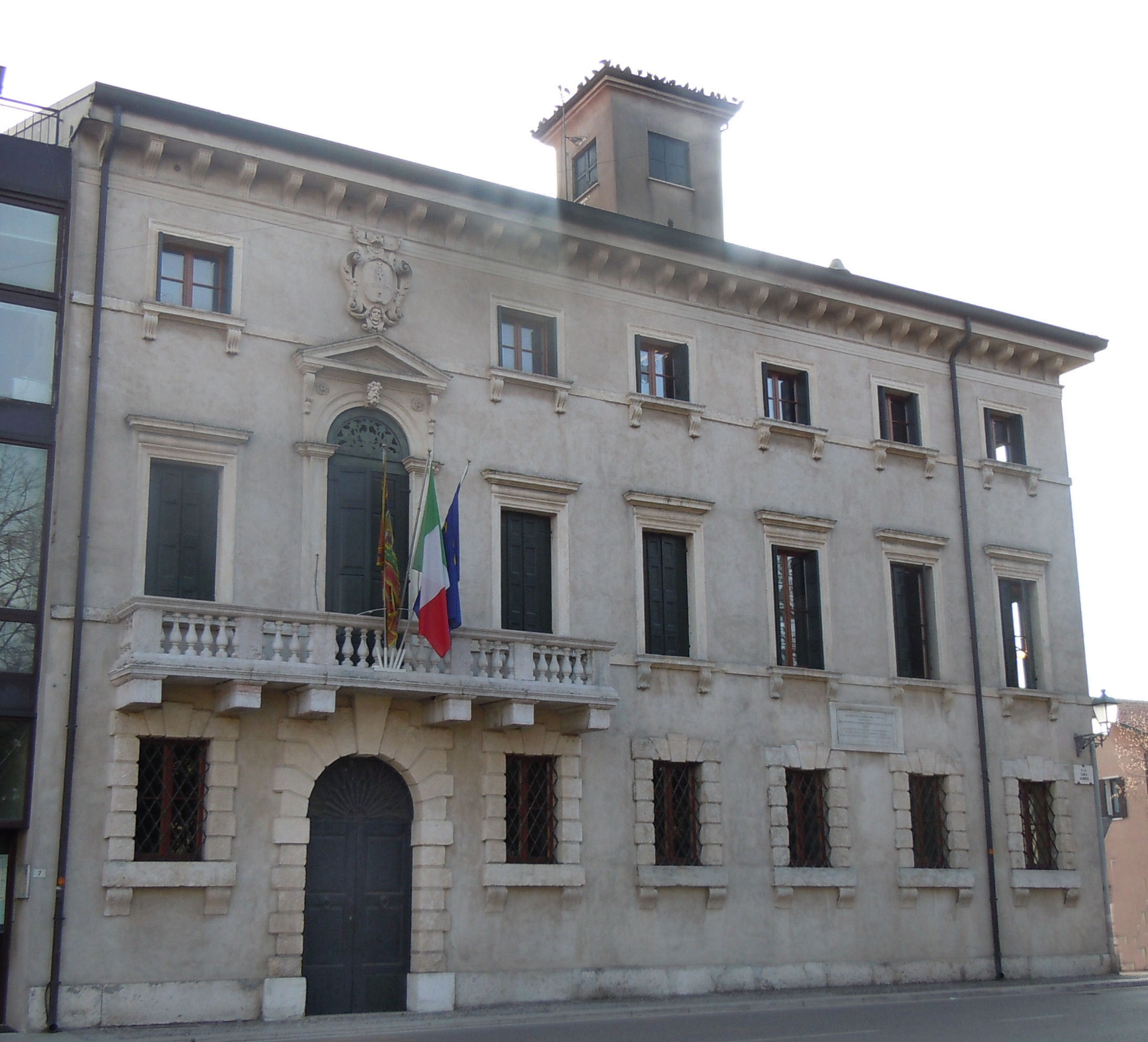
La mairie.

| Période                                  | Période  | Identité          | Étiquette | Qualité |
| ---------------------------------------- | -------- | ----------------- | --------- | ------- |
| 14 juin 2004                             | En cours | Graziella Manzato |           |         |
| Les données manquantes sont à compléter. |          |                   |           |         |

### Hameaux
- Custoza

- Caselle

### Communes limitrophes
Sona, Valeggio sul Mincio, Vérone, Villafranca di Verona

## Jumelages
- Hall in Tirol (Autriche)

## Personnalités liées à la commune
- Accio Zucco, traducteur en italien des Fables d'Ésope au XVe siècle, né à Sommacampagna.